# Elrathia
Elrathia is een geslacht van uitgestorven trilobieten, dat leefde in het Midden-Cambrium. De omstandigheden waarin ze worden gevonden, in zeer hoge dichtheden als enige trilobietensoort in versteende pyrietrijke modder, maakt dat wetenschappers aannemen dat ze zijn aangepast aan zeer zuurstofarme milieus waar ze geen concurrentie hadden van andere soorten. Mogelijk leefden ze in symbiose met zwavelbacteriën. Een van de soorten E. kingi, is waarschijnlijk de meest gevonden trilobiet. 

## Beschrijving
Deze twee centimeter lange trilobiet had een ovaal lichaam met een vrij kleine, halfronde kop met centraal geplaatste kleine ogen, een kleine, maar brede glabella, die de vorm had van een bloempot en korte genale stekels. De thorax bevatte dertien smalle segmenten, een smalle centrale as en brede, in korte stekelpunten uitlopende gegroefde pleurae. De platte driedelige staart was niet erg groot en tweemaal zo breed als lang, met een duidelijk afgetekende centrale as, die ver naar achter reikte. 